# Neoscona dhumani
Neoscona dhumani är en spindelart som beskrevs av Patel och C. Adinarayana Reddy 1993. Neoscona dhumani ingår i släktet Neoscona och familjen hjulspindlar. Inga underarter finns listade i Catalogue of Life.